# William Bradfield
William Ashley Bradfield (* 20. Juni 1927 in Levin, Neuseeland; † 9. Juni 2014) war ein neuseeländischer Astronom. Er galt als einer der weltweit bekanntesten und erfolgreichsten Kometen-Entdecker. 

## Herkunft, Familie und Beruf
Bradfield wuchs auf einer Milchfarm in Neuseeland auf. Nach seinem Abschluss als Ingenieur für Maschinenbau an der University of New Zealand im Jahr 1951 ging er nach Australien, wo er für das Department of Defence an der Entwicklung von Feststoffraketentriebwerken zur Erforschung der oberen Atmosphäre arbeitete. Nach zehn Jahren als Leiter der Forschungsabteilung für Raketenantriebstechnik ging er 1986 in den Ruhestand.
Er lebte zunächst in Dernancourt, einem Vorort von Adelaide in Südaustralien. Wegen seiner außergewöhnlichen Fähigkeit zur Kometensuche erhielt er den Beinamen „The Wizard of Dernancourt“. Er war verheiratet und hatte drei Töchter. Seit 1995 lebte er in Yankalilla südlich von Adelaide.

## Tätigkeit als Amateurastronom
Bradfield war kein Berufs-, sondern Amateurastronom. Obwohl er schon im Alter von 13 Jahren begann, sich auf der Farm seines Vaters in Neuseeland für Astronomie zu interessieren, entwickelte sich sein Interesse für Kometen erst 1970, als er 43 Jahre alt war. Anfang 1970 hatte er den hellen Kometen C/1969 Y1 (Bennett) beobachtet, was einen großen Eindruck bei ihm hinterließ. Dieser Komet war von einem Amateurastronomen in Südafrika entdeckt worden. Bradfield wurde Mitglied der Astronomical Society of South Australia und im August desselben Jahres kaufte er von einem anderen Mitglied ein selbstgebautes Teleskop, einen 150-mm-f/5,5-Refraktor für 60 Australische Dollar, und war entschlossen, selbst einen Kometen zu entdecken. Er begann damit am 1. Januar 1971 und wendete 260 Stunden Beobachtungszeit auf, bis sein Name erstmals mit der Entdeckung des relativ hellen Kometen mit der Bezeichnung C/1972 E1 (Bradfield) in die Fachwelt eintrat. Dies beflügelte ihn, weiter zu suchen, um sich und anderen zu beweisen, dass seine erste Entdeckung mehr war als nur ein Glückstreffer. Am 23. März 2004 entdeckte er im Alter von 76 Jahren seinen bisher 18. Schweifstern, den Kometen C/2004 F4 (Bradfield).
Bradfield war der erfolgreichste ausschließlich visuell arbeitende Kometenentdecker seiner Zeit. Alle von ihm aufgefundenen Kometen tragen alleine seinen Namen, er musste sich keine Benennung mit einem zweiten, unabhängigen Entdecker „teilen“.
William Bradfield richtete sich nach den Worten des Kometenentdeckers L. C. Peltier, der sagte: „Um einen Kometen zu finden, muss man immer suchen.“ Um seine Suche in einer dunklen Umgebung durchführen zu können, verließ Bradfield seinen Wohnort, um sein transportables Teleskop an einem einsamen Straßenrand aufzubauen. Er fuhr dazu etwa eine Stunde, bis er 70 km von Adelaide entfernt war. Da man nicht vorhersagen kann, wann man einen neuen Kometen finden wird, unternahm er seine Suche bei jeder günstigen Gelegenheit, wann immer der Himmel aufgeklart war, auch in den kalten Wintermonaten. Im Durchschnitt beobachtete er 8 Stunden während jedes Mondzyklus, d. h. etwa 100 Stunden im Jahr, dabei suchte er den Himmel systematisch bis zu 90° Elongation von der Sonne ab. In seinen frühen Jahren als Kometensucher suchte er sogar 200 Stunden im Jahr.
Wenn er von zu Hause zu seiner Kometensuche aufbrach, hatte er die Auswahl zwischen neun verschiedenen Beobachtungsorten (drei nur für Beobachtungen am Abend nach Sonnenuntergang, drei nur für Beobachtungen am Morgen vor Sonnenaufgang, und drei für morgens oder abends). Er konnte dadurch sehr flexibel agieren, um ungünstigen Wetterlagen auszuweichen oder innerhalb von 2 Stunden den Standort zu wechseln. Dazu informierte er sich im Vorfeld über die Wettervorhersagen in den Medien, aber er beobachtete auch selbst die Bewegungen und Formen der Wolken.
Da es unter den Kometensuchern einen starken Wettbewerb gibt, entwickelte er spezielle Strategien und Techniken. Insbesondere um Vorteile vor den sehr aktiven japanischen Kometensuchern zu haben, suchte er zuerst die Himmelsbereiche ab, die auch das Suchgebiet der Japaner auf der Nordhalbkugel gewesen wären, wenn sie nicht durch die Wetterbedingungen vielleicht davon abgehalten waren. Um den Himmel abzusuchen, bewegte er sein Teleskop so effektiv wie möglich. Dazu baute er sich eine spezielle höhenverstellbare azimutale Montierung für sein Teleskop, was ihm die Suche erleichterte.
Sobald er einen Komet entdeckt hatte, meldete er ihn bei der Internationalen Astronomischen Union. Wenn die Sichtung von anderen Beobachtern bestätigt wird, wird der Komet offiziell anerkannt und nach dem (oder den) Entdecker(n) benannt.

## Kometenentdeckungen
1. C/1972 E1, entdeckt am 12. März 1972
2. C/1974 C1, entdeckt am 12. Februar 1974
3. C/1975 E1, entdeckt am 12. März 1975
4. C/1975 V2, entdeckt am 11. November 1975
5. C/1976 D1, entdeckt am 19. Februar 1976
6. C/1976 E1, entdeckt am 3. März 1976
7. C/1978 C1, entdeckt am 4. Februar 1978
8. C/1978 T3, entdeckt am 10. Oktober 1978
9. C/1979 M1, entdeckt am 24. Juni 1979
10. C/1979 Y1, entdeckt am 24. Dezember 1979
11. C/1980 Y1, entdeckt am 17. Dezember 1980
12. C/1984 A1, entdeckt am 7. Januar 1984
13. C/1987 P1, entdeckt am 11. August 1987
14. C/1989 A3, entdeckt am 6. Januar 1989
15. C/1992 B1, entdeckt am 31. Januar 1992
16. C/1992 J2, entdeckt am 3. Mai 1992
17. C/1995 Q1, entdeckt am 17. August 1995
18. C/2004 F4, entdeckt am 23. März 2004[6]

Fast alle von Bradfields Entdeckungen waren zunächst nur schwache Pünktchen, meist nur von 9. bis 10. Größenklasse. Sterne und Kometen dieser Helligkeit sieht man selbst in einem großen Fernglas kaum noch. Die geeignetsten Fernrohre dazu sind lichtstarke „Kometensucher“ mit kurzer Brennweite und niedriger Vergrößerung. Bradfield verwendete in fast allen Fällen einen 150-mm-f/5,5-Refraktor, einige Male auch einen 250-mm-f/5,6-Reflektor oder ein 7 × 35mm Fernglas.
- Deklination bei der Entdeckung: 7 × zwischen −1° und −23,4°, 14 × zwischen −23,4° und −57° (meist horizontnah in der Dämmerung)
- Scheinbare Helligkeit bei der Entdeckung: 2 × im Bereich 12-11 mag, 11 × im Bereich 10-9 mag, 2 × 8 mag, 3 × 6-5 mag.
- Jahreszeit (Südhalbkugel): 10 × Sommer, 3 × Frühling, 2 × Herbst, 3 × Winter
- Tageszeit: 10 × frühmorgens, 8 × abends[6]

## Auszeichnungen
- 1981 – Berenice Page Medal der Astronomical Society of Australia. Für die Entdeckung von 11 Kometen bis zu diesem Zeitpunkt.[7][8]
- 1989 – Ehrenmitglied auf Lebenszeit der Astronomical Society of South Australia. In Anerkennung seiner Kometenentdeckungen, insbesondere seiner 13. Entdeckung vom September 1987, die ihn zum erfolgreichsten Kometenjäger des Jahrhunderts machte.[9]
- 1989 – Member of the Order of Australia. In Würdigung seiner Verdienste für die Astronomie.[10]
- 2000 – Die Astronomical Society of South Australia stiftet den Bill Bradfield Astronomy Award. Der Preis wird jährlich vergeben an Amateurastronomen aus Südaustralien in Anerkennung eines besonderen Beitrags zur Astronomie, sei es durch astronomische Entdeckung, Forschung oder Beobachtungen über eine längere Zeit.[11]
- 2003 – Ein 1980 entdeckter Asteroid im Hauptgürtel erhält die offizielle Bezeichnung (3430) Bradfield nach William A. Bradfield.[12]
- 2004 – Edgar Wilson Award des Smithsonian Astrophysical Observatory (zusammen mit V. Tabur). Der Preis wird vergeben an Amateurastronomen, die in den letzten 12 Monaten einen oder mehrere neue Kometen entdeckten unter Verwendung von Amateurinstrumenten im Privatbesitz.[13]

## Weblink
- Denis Buczynski, Amar Sharma: Australian comet discoverer Bill Bradfield dies age 86. Nachruf auf der Homepage der British Astronomical Association vom 16. Juni 2014 (englisch)